# Gunilla Lindh
Inger Gunilla Lindh, tidigare gift Hagberg, född 11 november 1946 i Johannebergs församling i Göteborg, är en svensk före detta friidrottare (medeldistans) som tävlade för klubben Mölndals AIK. Hon utsågs år 1977 till Stor Grabb/tjej nummer 290.

## Personliga rekord
- 800 meter - 2.02,29 (Rom 2 september 1974)
- 1 500 meter - 4.09,92 (Stockholm 30 juli 1974)